# Israele ai XIX Giochi olimpici invernali
Israele partecipò ai XIX Giochi olimpici invernali, svoltisi a Salt Lake City, Stati Uniti, dall'8 al 24 febbraio 2002, con una delegazione di 5 atleti impegnati in due discipline.